# Maximiliano Hernández Martínez
Maximiliano Hernández Martínez (1882-1966) foi um militar e presidente de El Salvador, entre 1931 e 1944, ocupando o cargo após um golpe de estado em 4 de dezembro de 1931, com uma interrupção entre 28 de agosto de 1934 e 1 de março de 1935.
Em 15 de maio de 1966, Martínez foi esfaqueado dezessete vezes por seu motorista de táxi, Cipriano Morales, em sua cozinha na Hacienda Jamastrán, Honduras por causa de uma disputa trabalhista.